# Arlindo Cunha
Arlindo Marques da Cunha (ur. 15 listopada 1950 w Tábui) – portugalski ekonomista i polityk, były minister, parlamentarzysta krajowy, poseł do Parlamentu Europejskiego (od 1994 do 2003).

## Życiorys
Absolwent ekonomii na Uniwersytecie w Porto. Studiował następnie ekonomię rolnictwa i filozofię na University of Reading.
Zaangażował się w działalność Partii Socjaldemokratycznej. Był sekretarzem stanu (1986–1990), a następnie ministrem rolnictwa (1990–1994) w rządach Aníbala Cavaco Silvy. W 1987 i w 1991 wybierany do Zgromadzenia Republiki V i VI kadencji.
W wyborach w 1994 i 1999 uzyskiwał mandat posła do Parlamentu Europejskiego IV i V kadencji, który wykonywał do 2003. Należał do grupy chadeckiej, pracował m.in. w Komisji ds. Rolnictwa i Rozwoju Wsi (od 1997 do 1999 jako jej wiceprzewodniczący). Mandat złożył w 2003, w 2004 krótko sprawował urząd ministra środowiska w rządzie, na czele którego stał José Manuel Barroso. Później związany z organizacjami społecznymi i instytucjami doradczymi, został m.in. prezesem Fundacji Króla Alfonsa Henryka, a w 2010 prezesem regionalnej komisji winiarskiej.